# دريقة تونكينية
دريقة تونكينية (الاسم العلمي:Aspidistra tonkinensis) هي نوع من النباتات تتبع جنس الدريقة من الفصيلة الهليونية. تم وصف هذا النوع من النبات علمياً لأول مرة من قبل فرانسوا غانيبان وفا تسيوان وانغ وكاي يونغ لانغ سنة 1978.